# L'autunno della famiglia Kohayagawa
L'autunno della famiglia Kohayagawa (小早川家の秋, Kohayagawa-ke no aki) è un film del 1961, diretto da Yasujirō Ozu.
Penultimo film del regista, nonché unico prodotto dalla Takarazuka e, a differenza di gran parte dei film di Ozu, girato ed ambientato nella regione del Kansai anziché a Tokyo). È stato presentato in concorso al dodicesimo Festival internazionale del cinema di Berlino, in cui Ozu ottenne la candidatura all'Orso d'oro.

## Trama
Mentre tenta di organizzare il secondo matrimonio della sua ex nuora Akiko (rimasta vedova pochi anni prima) e della figlia minore Noriko, Manbei Kohayagawa (proprietario di una distilleria di saké che versa in difficoltà economiche a causa della sua arretratezza tecnologica), nonostante l'età avanzata, riesce a trovare il tempo anche per andare a trovare clandestinamente l'ex amante Tsune e la figlia illegittima (o presunta tale) Yuriko. Informata dal marito Hisao dell'intrigo del padre, la figlia maggiore Fumiko lo accusa di non avere rispetto per il prestigio della famiglia, ma l'anziano Manbei non accetta le critiche e continua imperterrito nelle sue azioni, fino a quando non subisce due attacchi cardiaci che lo portano alla morte. Alla fine Noriko rifiuta il matrimonio combinato e segue la persona che ama, trasferitasi nel frattempo in Hokkaidō, mentre Akiko respinge il suo corteggiatore.

## Produzione
- Sceneggiatura: pur mantenendo invariate le tematiche proprie dei film di Ozu[1], la sceneggiatura de L'autunno della famiglia Kohayagawa presenta alcuni tratti distintivi come la mancanza di umorismo[1] in luogo di immagini più esplicite (tra cui la ciminiera del forno crematorio o i corvi sulle tombe)[1]
- Riprese: il film è stato girato tra giugno e settembre 1961 a Fushimi (Kyoto)[1].
- Cast: ad eccezione di Ganjiro Nakamura e Chieko Naniwa, gli attori provenivano dalla Takarazuka (casa di produzione affiliata alla Toho, per la quale Ozu aveva realizzato il film dopo aver ottenuto alcuni attori per il precedente Tardo autunno[1][3]).

## Distribuzione

### Date di uscita
- 29 ottobre 1961 in Giappone[4][5]
- febbraio 1962 negli Stati Uniti (The End of the Summer)[5]
- giugno 1962 in Germania Ovest (Der Herbst der Familie Kohayagawa)[5]
- 20 marzo 1981 in Finlandia (Perhetarina)[5]